# Nœud de gabier
Le nœud de gabier, ou nœud de Hunter, est un nœud qui sert à relier deux cordes : c'est donc un nœud d'ajut.

## Nouage

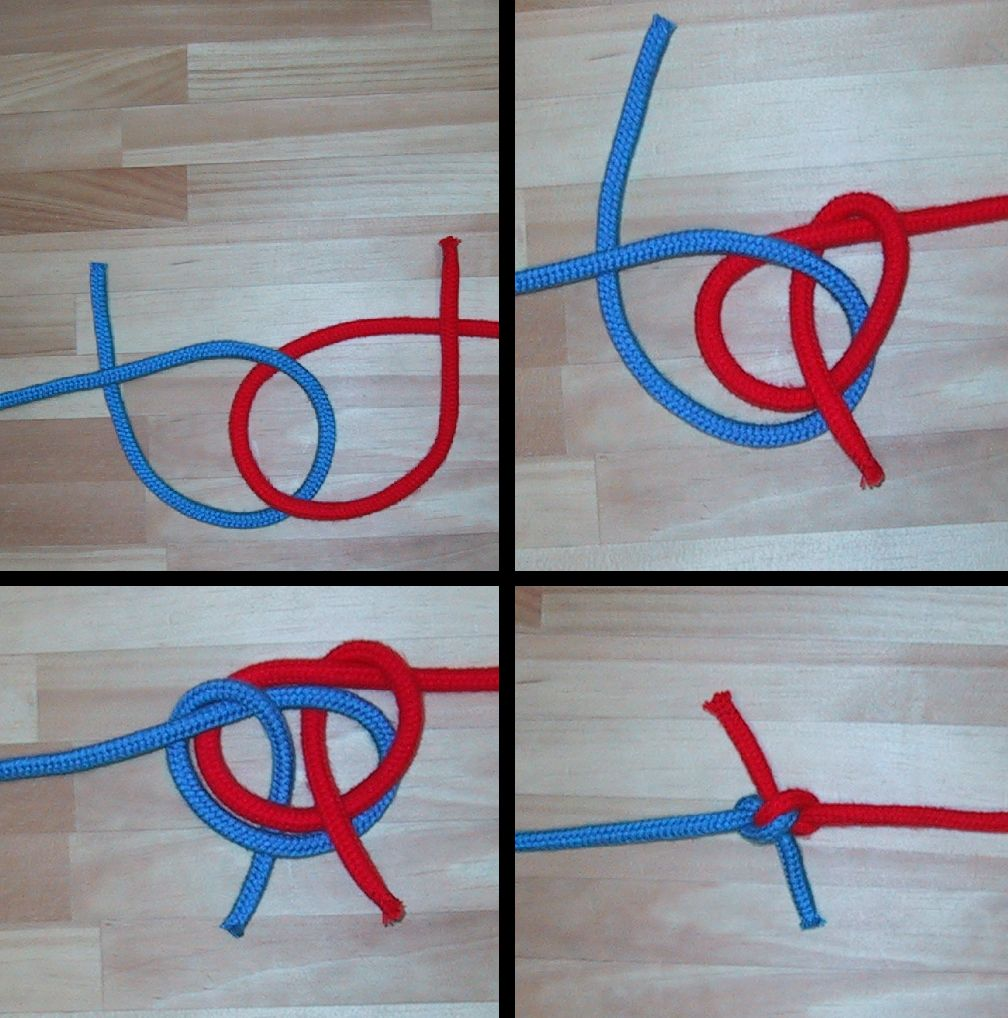
Deux simples demi-nœuds entrelacés.

## Petite histoire
Son invention a été faussement attribuée au physicien Edward Hunter à la suite d'un article paru dans le Times en 1978.